# Giro di Slovenia 2019
Il Giro di Slovenia 2019, ventiseiesima edizione della corsa e valevole come prova dell'UCI Europe Tour 2019 categoria 2.HC, si svolse in cinque tappe dal 19 al 23 giugno 2019 su un percorso di 808,5 km, con partenza da Lubiana e arrivo a Novo Mesto, in Slovenia. La vittoria fu appannaggio dell'italiano Diego Ulissi, che completò il percorso in 19h41'23", alla media di 41,062 km/h, precedendo il connazionale Giovanni Visconti e il russo Aleksandr Vlasov.
Sul traguardo di Novo Mesto 109 ciclisti, su 129 partiti da Lubiana, portarono a termine la competizione.

## Tappe
| Tappa  | Data      | Percorso                  | km    | Vincitore di tappa | Leader cl. generale |
| ------ | --------- | ------------------------- | ----- | ------------------ | ------------------- |
| 1ª     | 19 giugno | Lubiana > Rogaška Slatina | 171   | Pascal Ackermann   | Pascal Ackermann    |
| 2ª     | 20 giugno | Maribor > Celje           | 146,3 | Luka Mezgec        | Luka Mezgec         |
| 3ª     | 21 giugno | Žalec > Idria             | 169,8 | Diego Ulissi       | Diego Ulissi        |
| 4ª     | 22 giugno | Nova Gorica > Aidussina   | 153,9 | Giovanni Visconti  | Diego Ulissi        |
| 5ª     | 23 giugno | Trebnje > Novo mesto      | 167,5 | Giacomo Nizzolo    | Diego Ulissi        |
| Totale | Totale    | Totale                    | 808,5 |                    |                     |

## Squadre e corridori partecipanti
| N.    | Cod. | Squadra                     |
| ----- | ---- | --------------------------- |
| 1-7   | BOH  | Bora-Hansgrohe              |
| 11-17 | MTS  | Mitchelton-Scott            |
| 21-26 | TBM  | Bahrain-Merida              |
| 31-37 | UAD  | UAE Team Emirates           |
| 41-47 | TDD  | Team Dimension Data         |
| 51-57 | ANS  | Androni Giocattoli-Sidermec |
| 61-67 | BRD  | Bardiani CSF                |
| 71-77 | DMP  | Delko Marseille Provence    |
| 81-87 | GAZ  | Gazprom-RusVelo             |
| 91-97 | TNN  | Team Novo Nordisk           |

| N.      | Cod. | Squadra                       |
| ------- | ---- | ----------------------------- |
| 101-107 | ICA  | Israel Cycling Academy        |
| 111-116 | NIP  | Nippo-Vini Fantini-Faizanè    |
| 121-127 | NSK  | Neri Sottoli Selle Italia KTM |
| 131-137 | ADR  | Adria Mobil                   |
| 141-147 | LGS  | Ljubljana Gusto Santic        |
| 151-157 | RSW  | Team Felbermayr Simplon Wels  |
| 161-167 | ASP  | AC Sparta Praha               |
| 171-176 | MKT  | Meridiana Kamen Team          |
| 181-187 | SVN  | Slovenia                      |

## Dettagli delle tappe

### 1ª tappa
- 19 giugno: Lubiana > Rogaška Slatina – 171 km

Risultati
| Pos. | Corridore        | Squadra   | Tempo    |
| ---- | ---------------- | --------- | -------- |
| 1    | Pascal Ackermann | Bora      | 4h04'58" |
| 2    | Giacomo Nizzolo  | Dimension | s.t.     |
| 3    | Simone Consonni  | UAE       | s.t.     |

| Pos. | Corridore        | Squadra   | Tempo    |
| ---- | ---------------- | --------- | -------- |
| 1    | Pascal Ackermann | Bora      | 4h04'48" |
| 2    | Giacomo Nizzolo  | Dimension | a 4"     |
| 3    | Simone Consonni  | UAE       | a 6"     |

### 2ª tappa
- 20 giugno: Maribor > Celje – 146,3 km

Risultati
| Pos. | Corridore       | Squadra      | Tempo    |
| ---- | --------------- | ------------ | -------- |
| 1    | Luka Mezgec     | Mitchelton   | 3h35'55" |
| 2    | Grega Bole      | Bahrain-Mer. | s.t.     |
| 3    | Andrea Vendrame | Androni      | s.t.     |

| Pos. | Corridore       | Squadra      | Tempo    |
| ---- | --------------- | ------------ | -------- |
| 1    | Luka Mezgec     | Mitchelton   | 7h40'43" |
| 2    | Grega Bole      | Bahrain-Mer. | a 4"     |
| 3    | Andrea Vendrame | Androni      | a 6"     |

### 3ª tappa
- 21 giugno: Žalec > Idria – 169,8 km

Risultati
| Pos. | Corridore         | Squadra      | Tempo    |
| ---- | ----------------- | ------------ | -------- |
| 1    | Diego Ulissi      | UAE          | 3h58'01" |
| 2    | Aleksandr Vlasov  | Gazprom      | a 12"    |
| 3    | Giovanni Visconti | Neri Sottoli | a 17"    |

| Pos. | Corridore        | Squadra | Tempo     |
| ---- | ---------------- | ------- | --------- |
| 1    | Diego Ulissi     | UAE     | 11h38'41" |
| 2    | Aleksandr Vlasov | Gazprom | a 19"     |
| 3    | Andrea Vendrame  | Androni | a 26"     |

### 4ª tappa
- 22 giugno: Nova Gorica > Aidussina – 153,9 km

Risultati
| Pos. | Corridore         | Squadra      | Tempo    |
| ---- | ----------------- | ------------ | -------- |
| 1    | Giovanni Visconti | Neri Sottoli | 4h00'53" |
| 2    | Diego Ulissi      | UAE          | s.t.     |
| 3    | Tadej Pogačar     | UAE          | s.t.     |

| Pos. | Corridore         | Squadra      | Tempo     |
| ---- | ----------------- | ------------ | --------- |
| 1    | Diego Ulissi      | UAE          | 15h39'28" |
| 2    | Giovanni Visconti | Neri Sottoli | a 22"     |
| 3    | Aleksandr Vlasov  | Gazprom      | a 25"     |

### 5ª tappa
- 23 giugno: Trebnje > Novo mesto – 167,5 km

Risultati
| Pos. | Corridore       | Squadra    | Tempo    |
| ---- | --------------- | ---------- | -------- |
| 1    | Giacomo Nizzolo | Dimension  | 4h01'55" |
| 2    | Luka Mezgec     | Mitchelton | s.t.     |
| 3    | Shane Archbold  | Bora       | s.t.     |

| Pos. | Corridore         | Squadra      | Tempo     |
| ---- | ----------------- | ------------ | --------- |
| 1    | Diego Ulissi      | UAE          | 19h41'23" |
| 2    | Giovanni Visconti | Neri Sottoli | a 22"     |
| 3    | Aleksandr Vlasov  | Gazprom      | a 25"     |

## Evoluzione delle classifiche
| Tappa              | Vincitore          | Classifica generale Maglia verde | Classifica a punti Maglia rossa | Classifica scalatori Maglia blu | Classifica giovani Maglia bianca | Classifica a squadre |
| ------------------ | ------------------ | -------------------------------- | ------------------------------- | ------------------------------- | -------------------------------- | -------------------- |
| 1ª                 | Pascal Ackermann   | Pascal Ackermann                 | Pascal Ackermann                | Aljaž Jarc                      | Aljaž Jarc                       | UAE Team Emirates    |
| 2ª                 | Luka Mezgec        | Luka Mezgec                      | Luka Mezgec                     | Aleksandr Vlasov                | Tadej Pogačar                    | UAE Team Emirates    |
| 3ª                 | Diego Ulissi       | Diego Ulissi                     | Luka Mezgec                     | Aleksandr Vlasov                | Tadej Pogačar                    | UAE Team Emirates    |
| 4ª                 | Giovanni Visconti  | Diego Ulissi                     | Diego Ulissi                    | Aleksandr Vlasov                | Tadej Pogačar                    | UAE Team Emirates    |
| 5ª                 | Giacomo Nizzolo    | Diego Ulissi                     | Luka Mezgec                     | Aleksandr Vlasov                | Tadej Pogačar                    | UAE Team Emirates    |
| Classifiche finali | Classifiche finali | Diego Ulissi                     | Luka Mezgec                     | Aleksandr Vlasov                | Tadej Pogačar                    | UAE Team Emirates    |

Maglie indossate da altri ciclisti in caso di due o più maglie vinte
- Nella 2ª tappa Giacomo Nizzolo ha indossato la maglia rossa al posto di Pascal Ackermann e Tadej Pogačar ha indossato quella bianca al posto di Aljaž Jarc.
- Nella 3ª tappa Grega Bole ha indossato la maglia rossa al posto di Luka Mezgec.
- Nella 5ª tappa Luka Mezgec ha indossato la maglia rossa al posto di Diego Ulissi.

## Classifiche finali

### Classifica generale - Maglia verde
| Pos. | Corridore         | Squadra      | Tempo     |
| ---- | ----------------- | ------------ | --------- |
| 1    | Diego Ulissi      | UAE          | 19h41'23" |
| 2    | Giovanni Visconti | Neri Sottoli | a 22"     |
| 3    | Aleksandr Vlasov  | Gazprom      | a 25"     |
| 4    | Tadej Pogačar     | UAE          | a 30"     |
| 5    | Andrea Vendrame   | Androni      | a 1'04"   |
| 6    | Esteban Chaves    | Mitchelton   | a 1'08"   |
| 7    | Fausto Masnada    | Androni      | a 1'21"   |
| 8    | Ben Hermans       | Israel       | a 2'21"   |
| 9    | Jan Polanc        | UAE          | a 3'17"   |
| 10   | Lorenzo Rota      | Bardiani     | a 4'49"   |

### Classifica a punti - Maglia rossa
| Pos. | Corridore         | Squadra      | Punti |
| ---- | ----------------- | ------------ | ----- |
| 1    | Luka Mezgec       | Mitchelton   | 80    |
| 2    | Andrea Vendrame   | Androni      | 68    |
| 3    | Diego Ulissi      | UAE          | 67    |
| 4    | Giovanni Visconti | Neri Sottoli | 61    |
| 5    | Aleksandr Vlasov  | Gazprom      | 47    |

### Classifica scalatori - Maglia blu
| Pos. | Corridore        | Squadra    | Punti |
| ---- | ---------------- | ---------- | ----- |
| 1    | Aleksandr Vlasov | Gazprom    | 24    |
| 2    | Diego Ulissi     | UAE        | 16    |
| 3    | Benjamin Hill    | Ljubljana  | 14    |
| 4    | Tadej Pogačar    | UAE        | 13    |
| 5    | Esteban Chaves   | Mitchelton | 5     |

### Classifica giovani - Maglia bianca
| Pos. | Corridore        | Squadra  | Punti     |
| ---- | ---------------- | -------- | --------- |
| 1    | Tadej Pogačar    | UAE      | 19h41'53" |
| 2    | Daniel Savini    | Bardiani | a 10'52"  |
| 3    | Joan Bou         | Nippo    | a 18'28"  |
| 4    | Kristjan Hočevar | Slovenia | a 19'01"  |
| 5    | Martin Lavrič    | Slovenia | a 24'42"  |

### Classifica a squadre
| Pos. | Squadra                       | Tempo     |
| ---- | ----------------------------- | --------- |
| 1    | UAE Team Emirates             | 59h08'02" |
| 2    | Androni Giocattoli-Sidermec   | a 3'34"   |
| 3    | Neri Sottoli Selle Italia KTM | a 11'32"  |
| 4    | Israel Cycling Academy        | a 17'31"  |
| 5    | Gazprom-RusVelo               | a 18'45"  |